# Zubayda bint Jafar
Zubayda bint Ja`far ben al-Mansûr (???-831) est la femme du calife Hârûn ar-Rachîd, et un personnage des Milles et unes nuits.

## Famille
Zubayda bint Ja`far est la petite-fille du calife Al-Mansour, et une double cousine de Hârûn ar-Rachîd. En effet, son père Ja'far est le demi-frère du calife Al-Madhi, le père de Harun al-Rachid. Sa mère Salsal est une grande sœur d'al-Khayzuran, la seconde femme d'Al-Mahdi, femme puissante et mère des califes Al-Hadi et Harund al-Rachid.
Elle épousa celui-ci en 781.

## Vie
Elle influença son époux pour que leur fils Al-Amîn soit nommé héritier bien que né quelque temps après son demi-frère Al-Ma'mun, qui était le fils d'une esclave perse. Hârûn ar-Rachîd lui donna gain de cause en 802.
Elle fit faire des travaux pour assurer l'approvisionnement en eau des pèlerins de La Mecque et l'aménagement de la route entre l'Irak et La Mecque. Cette route prit le nom de Darb Zubayda. Elle a soutenu les écrivains, les poètes et les médecins, même chrétiens et venait en aide aux pauvres, étudiants et religieux. Elle est morte en 841, longtemps après son époux.
D'après les sources ismaéliennes, elle aurait été convertie à l'ismaélisme et le pratiquait de façon secrète selon la doctrine dite de la dissimulation. Elle aurait reçu l'enseignement de l'imam de Mohammed ben Ismâ`îl qui lui a expliqué les doctrines ésotériques. Elle avertissait Mohammed ben Ismâ`îl des mesures prises par Hârûn ar-Rachîd contre les ismaéliens. Il semble qu'elle cessa son activité clandestine à la mort de Mohammed ben Ismâ`îl (813).

## Mythe populaire
Son mari et elle sont des personnages des Mille et une nuits. On dit que son palais bruissait comme une ruche car une centaine de jeunes filles y apprenaient le Coran.
Dans certaines traductions, elle est connue sous le nom de Zobéide.

## Sources
- (en) Cet article est partiellement ou en totalité issu de l’article de Wikipédia en anglais intitulé « Zubayda bint Ja`far » (voir la liste des auteurs).

- (en) Ismaili Hystory
- (ar)  العباسيون/بنو العباس في بغداد
- (en) The Caliphate, its rise, decline and fall, by William Muir Chapter LXIV, Al-Hadi and Harun ar-Rashid
- (en) Nabia Abbott, Two queens of Baghdad: mother and wife of Hārūn al Rashīd, University of Chicago, 1946
- Janine et Dominique Sourdel, Dictionnaire historique de l'islam, Éd. PUF,  (ISBN 978-2-130-54536-1)
- Sa'd Ibn 'Abd al-'Aziz, Rashid, Darb Zubaydah: The Pilgrim road from Kufa to Mecca, Riyad, Riyad University Libraries, 1980, 407 p.Notice dans un dictionnaire ou une encyclopédie généraliste :   - Britannica